# Лауридсен, Йон
Йон Миккельсен Лауридсен (дат. John Mikkelsen Lauridsen; род. 2 апреля 1959[…], Рибе) — датский футболист, полузащитник известный по выступлениям за «Эсбьерг», «Депортиво Малагу», «Эспаньол» и сборную Дании. Участник чемпионата Европы 1984 года.

## Клубная карьера
Лауридсен — воспитанник клубов «Гредстедбро» и «Вайле». В 1978 году он дебютировал в первом дивизионе за команду «Эсбьерг». В следующем сезоне Йон помог клубу выйти в датскую Суперлигу. Летом того же года он ездил на просмотр в английский «Ипсвич Таун», но переход не состоялся потому, что Лауридсен не смог прибыть вовремя из-за плохих погодных условий.
В 1982 году Лауридсен перешёл в испанский «Эспаньол». По окончании первого сезона команда заняла третье место, а Йон был признан лучшим иностранным футболистом в Ла Лиге. В 1988 году он помог «Эспаньолу» выйти в финал Кубка УЕФА, забив гол в тяжелейшем поединке против миланского «Интера». За клуб Йон провёл более 250 матчей и стал вторым иностранцем после камерунского вратаря Тома Н’Коно (до 2006 года) по количеству игр за «Эспаньол».
В 1988 году он перешёл в «Депортиво Малагу», где провёл два сезона. В 1990 году Лауридсен вернулся в «Эсбьерг», где через два года закончил карьеру.

## Международная карьера
12 августа 1981 году в товарищеском матче против сборной Финляндии Лауридсен дебютировал за сборную Дании. В этом же поединке он забил свой первый гол за национальную команду.
В 1984 году Йон попал в заявку сборной на поездку во Францию на чемпионат Европы. На турнире он сыграл в матчах против сборных Югославии и хозяев команды Франции. Лауридсен помог Дании выйти в полуфинал соревнований.

## Статистика

### Матчи Лауридсена за сборную Дании
| Матчи Лауридсена за сборную Дании | Матчи Лауридсена за сборную Дании | Матчи Лауридсена за сборную Дании | Матчи Лауридсена за сборную Дании | Матчи Лауридсена за сборную Дании | Матчи Лауридсена за сборную Дании   |
| --------------------------------- | --------------------------------- | --------------------------------- | --------------------------------- | --------------------------------- | ----------------------------------- |
| №                                 | Дата                              | Соперник                          | Счёт                              | Голы Лауридсена                   | Соревнование                        |
| 1                                 | 12 августа 1981                   | Финляндия                         | 2:1                               | 1                                 | Чемпионат Северной Европы 1981—1983 |
| 2                                 | 26 августа 1981                   | Исландия                          | 3:0                               | —                                 | Товарищеский матч                   |
| 3                                 | 5 мая 1982                        | Швеция                            | 1:1                               | —                                 | Чемпионат Северной Европы 1981—1983 |
| 4                                 | 27 октября 1982                   | Чехословакия                      | 1:3                               | —                                 | Товарищеский матч                   |
| 5                                 | 10 ноября 1982                    | Люксембург                        | 2:1                               | —                                 | Чемпионат Европы 1984 (отбор)       |
| 6                                 | 27 апреля 1983                    | Греция                            | 1:0                               | —                                 | Чемпионат Европы 1984 (отбор)       |
| 7                                 | 1 июня 1983                       | Венгрия                           | 3:1                               | —                                 | Чемпионат Европы 1984 (отбор)       |
| 8                                 | 7 сентября 1983                   | Франция                           | 3:1                               | —                                 | Товарищеский матч                   |
| 9                                 | 12 октября 1983                   | Люксембург                        | 6:0                               | —                                 | Чемпионат Европы 1984 (отбор)       |
| 10                                | 26 октября 1983                   | Венгрия                           | 0:1                               | —                                 | Чемпионат Европы 1984 (отбор)       |
| 11                                | 16 ноября 1983                    | Греция                            | 2:0                               | —                                 | Чемпионат Европы 1984 (отбор)       |
| 12                                | 14 марта 1984                     | Нидерланды                        | 0:6                               | —                                 | Товарищеский матч                   |
| 13                                | 11 апреля 1984                    | Испания                           | 1:2                               | —                                 | Товарищеский матч                   |
| 14                                | 6 июня 1984                       | Швеция                            | 1:0                               | —                                 | Товарищеский матч                   |
| 15                                | 8 июня 1984                       | Болгария                          | 1:1                               | —                                 | Товарищеский матч                   |
| 16                                | 12 июня 1984                      | Франция                           | 0:1                               | —                                 | Чемпионат Европы 1984               |
| 17                                | 16 июня 1984                      | Югославия                         | 5:0                               | 1                                 | Чемпионат Европы 1984               |
| 18                                | 12 сентября 1984                  | Австрия                           | 3:1                               | —                                 | Товарищеский матч                   |
| 19                                | 26 сентября 1984                  | Норвегия                          | 1:0                               | —                                 | Чемпионат мира 1986 (отбор)         |
| 20                                | 8 мая 1985                        | ГДР                               | 4:1                               | 1                                 | Товарищеский матч                   |
| 21                                | 11 сентября 1985                  | Швеция                            | 0:3                               | —                                 | Товарищеский матч                   |
| 22                                | 26 марта 1986                     | Северная Ирландия                 | 1:1                               | —                                 | Товарищеский матч                   |
| 23                                | 9 апреля 1986                     | Болгария                          | 0:3                               | —                                 | Товарищеский матч                   |
| 24                                | 20 мая 1987                       | Греция                            | 5:0                               | —                                 | Олимпийские игры 1988 (отбор)       |
| 25                                | 10 июня 1987                      | Румыния                           | 8:0                               | —                                 | Олимпийские игры 1988 (отбор)       |
| 26                                | 26 августа 1987                   | Швеция                            | 0:1                               | —                                 | Товарищеский матч                   |
| 27                                | 27 апреля 1988                    | Австрия                           | 0:1                               | —                                 | Товарищеский матч                   |

Итого: 27 матчей / 3 гола; 15 побед, 3 ничьи, 9 поражений.

## Достижения
«Эспаньол»
- Финалист Кубка УЕФА — 1987/88